# Idioma mozárabe
El mozárabe, romandalusí o romance andalusí fue el conjunto de dialectos romances que se hablaban en los territorios de la península ibérica bajo dominio musulmán entre la conquista árabe del año 711 y posiblemente el siglo XIII,    cuando, debido a la Reconquista, fueron sustituidos o se fundieron con las lenguas de los reinos cristianos (galaicoportugués, asturleonés, castellano, navarroaragonés y catalán-valenciano), no sin aportar al menos algunas palabras al lenguaje cotidiano actual.
Las hablas mozárabes se desarrollaron en los territorios de los reinos musulmanes de Al-Ándalus, y se cree que eran habladas principalmente, aunque no únicamente, por los cristianos mozárabes que en ellos vivían.
Lo poco que ha llegado en forma escrita de las lenguas mozárabes, como algunas jarchas, está escrito en aljamía, es decir, con escritura árabe y hebrea.

## Aspectos históricos, sociales y culturales
Al principio del siglo VIII d. C. y durante varias generaciones el romance peninsular fue la lengua predominante en las tierras conquistadas por los musulmanes. Sin embargo, la presión de las élites musulmanas y la emigración de gentes del norte de África fueron afianzando tanto la lengua árabe como la religión musulmana hasta que llegaron a ser predominantes, al menos en algunos territorios. Se cree que hacia el siglo X el romance del área islámica ya mostraba diferencias sistemáticas con el resto de lenguas romances del norte, tal como muestran los arcaísmos fonéticos del mozárabe.
El mozárabe fue perdiendo importancia en el área musulmana, y perdió hablantes frente al árabe. La emigración de muchos mozárabes a los reinos del norte, en épocas de represión hacia esa población, también contribuyó a que disminuyera el número de hablantes. Se cree que hacia el siglo XII y XIII quedarían muy pocos hablantes de mozárabe, salvo en localizaciones muy aisladas. [cita requerida] La conquista cristiana de las tierras musulmanas, hizo que los pocos focos mozárabes hubieran abandonado el romance autóctono en favor de las lenguas romances de los reinos cristianos del norte, o bien simplemente ambos tipos de lengua se fundieron, por lo que hacia el siglo XIV puede darse por extinto o prácticamente extinto el mozárabe, y tal vez antes.
En los reinos cristianos quedaron bolsas de hablantes de árabe andalusí hasta al menos el siglo XVII en que ocurrió la expulsión de los moriscos, pero entre estas personas ya no había hablantes de mozárabe.

### Uso de la lengua
Tras la conquista musulmana de la península ibérica, la población hispanovisigoda e hispanorromana de lengua romance se vio sometida por las élites árabes. La lengua árabe se convirtió en la lengua vehicular de uso público general usada también por muchos hispanorromanos. Algunos hispanorromanos mantuvieron su religión cristiana. Esta población fue denominada con diversos nombres, entre ellos mozárabe (del árabe andalusí musta‘rabí, y este del árabe clásico musta‘rab, arabizado). Si bien adoptaron plenamente las tradiciones culturales árabes en el ámbito público, no pasó lo mismo con la lengua usada entre ellos, manteniendo la mayoría sus anteriores dialectos romances, si bien muy influidos por el idioma árabe. El romance hablado por ellos se usaría más en el ámbito familiar y dentro de la comunidad mozárabe, frente al ámbito público e intergrupal donde se usaría el árabe en el social, comercial y cultural. Esta diglosia dejó su huella en las posteriores lenguas romances peninsulares en forma de un superestrato árabe en el vocabulario.
Originalmente si bien su uso no iba ligado a la profesión de una determinada religión y a pesar de ser lengua vernácula de diversos elementos poblacionales (cristianos mozárabes, judíos y musulmanes muladíes) quedó prácticamente eclipsada y relegada en el plano cultural, social y religioso por lenguas como el árabe o el latín y en ocasiones por otras modalidades románicas  que florecieron y adquirieron prestigio durante la época andalusí.

### Dialectos
Entre estos diferentes dialectos romances no había unidad y, a diferencia de otras lenguas románicas, los pocos ejemplos que conocemos de lengua escrita usaban el alfabeto árabe en vez del alfabeto latino.
Según Solà-Solé, el mozárabe formó «parte del habla propia de las comunidades cristianas que, sometidas al Islam, continuaban viviendo en los grandes centros urbanos del antiguo reino visigótico». Esta lengua nos es conocida principalmente por las jarchas (jarŷa, estrofas finales de las poesías denominadas moaxajas) de los poetas andalusíes, que, aunque generalmente estaban en árabe coloquial, en ocasiones usaban estribillos romances con algunos arabismos y hebraísmos. Según Solà-Solé, la lengua mozárabe era una mezcla de 40 % de términos árabe-bereberes y 60 % de vocablos romances, en cuya parte de vocabulario oriental eran mucho más frecuentes los sustantivos que los verbos.[cita requerida]
A partir de las fuentes árabes, parecen poder diferenciarse no menos de cuatro zonas dialectales que se corresponderían, grosso modo, con las principales divisiones geográficas andalusíes:
- El habla de Al Tagr Al-A'lá, o marca superior (valle del Ebro), según Leopoldo Peñarroja Torrejón y a partir de los pocos datos disponibles, no tenía diferencias importantes con el navarro-aragonés hablado en las zonas cristianas del valle.[8] Las consonantes sordas intervocálicas, tan típicas del romance andalusí común, se habrían sonorizado al igual que en el resto de los romances occidentales y la diptongación habría sido común.[8]
- El habla de Al Tagr Al-Awsat o zona central de Al-Ándalus (meseta sur) no se habría diferenciado demasiado de la más meridional. El principal rasgo de este dialecto habrían sido los plurales femeninos en -es.[9]
- La modalidad dialectal de Xarq al-Ándalus se conoce principalmente por el glosario atribuido a Ramón Martí. Se habría caracterizado por hacer el diminutivo en -ín (frente al común -él(lu) del resto de Al-Ándalus) y por el enmudecimiento de la /r/ en posición final.[cita requerida]
- El habla de Al-Mawsat, que se correspondería con la Baetica romana y visigoda, apenas habría tenido casos de diptongación, y es la modalidad en la que se compuso el corpus romance de las jarchas.[10] [página requerida]

### Autoglotónimo
Aunque el nombre «mozárabe» se utiliza hoy en día para este conjunto de variedades lingüísticas romances, el nombre nativo (autónimo o endónimo) de la lengua no era ese, sino «latino», es decir, los propios mozárabes nunca llamaron a su idioma «de los mozárabes», sino con el nombre que significaba «latín», o sea, lengua romance, y tampoco se llamaban a sí mismos «mozárabes» sino «latinos», es decir, hablantes de una lengua romance. Por tanto, en el territorio musulmán, para los cristianos, aunque ahora son normalmente conocidos como «mozárabes», el término no estaba en uso en ese momento (Hitchcock, 1978).[cita requerida]
No fue hasta el siglo XIX cuando los historiadores españoles comenzaron a utilizar las palabras «mozárabes» y «mozárabe» para referirse a los cristianos que vivían bajo el dominio musulmán en la península ibérica en la Edad Media, y a su lengua romance. Otro exónimo árabe muy común para este idioma era al-ajamiya ("extraño / extranjero / no árabe"), que tenía el significado de lengua romance en al-Ándalus. Así que las palabras «mozárabe» o ajamiya son exónimos y no autónimos de la lengua.
Roger Wright, en su libro sobre la evolución de las primeras lenguas romances en Francia y en la península ibérica Latín tardío y romance temprano en España y Francia carolingia, establece que:

El romance temprano de la España musulmana era conocido por sus usuarios como latino o latinus. Esta palabra puede llevar a confusión, los académicos visigodos la utilizaban para contrastar con el griego o el hebreo, y Francisco Javier Simonet (1888: XXIII-IV, XXXV-VII) estableció que en la España musulmana se usa para referirse a la no vernácula árabe (como el árabe Al-Lathinī).

También en el mismo libro, Wright afirma que:

El uso de latino en el sentido de romance, en oposición al árabe, también se encuentra al norte de la frontera religiosa.

Esto significa que la palabra «latino» tenía el significado de la lengua romance hablada y que solo se contrastó con el latín clásico (lengua latina) unos siglos más tarde. Para los hablantes de lenguas romances de la península ibérica en esta época de la historia, su lengua hablada vernácula fue vista como «latín». Esto sucede porque el latín clásico era visto como un registro culto o literario y no como un idioma diferente.

#### Vocalismo

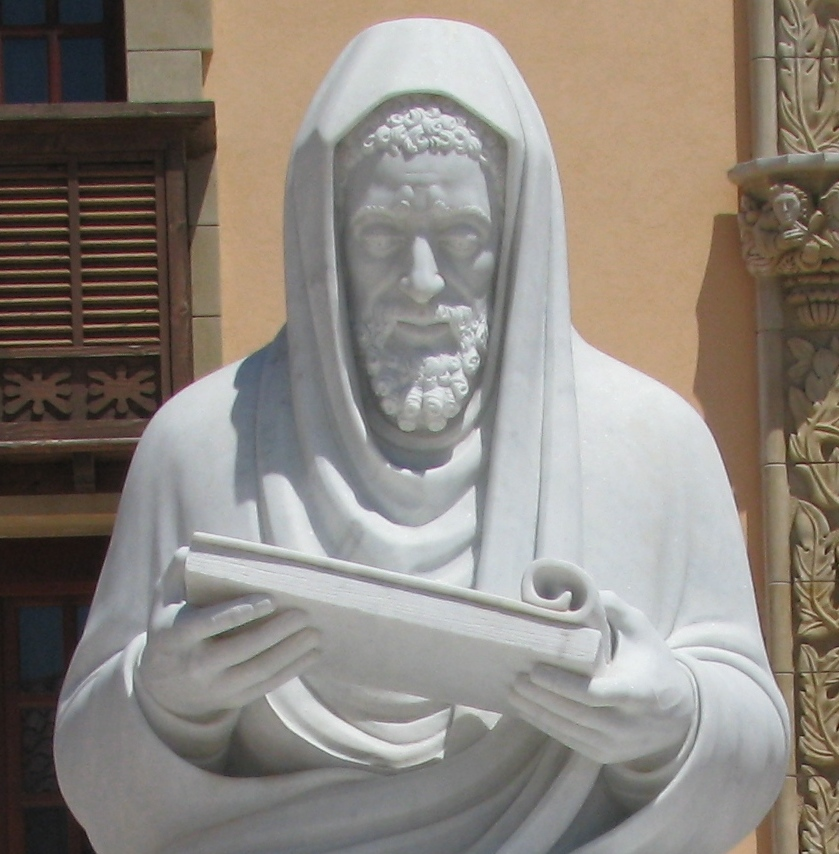
El tudelano Yehuda Halevy es el autor con más escritos en romance andalusí.